# Valentín Tornos López
Valentín Tornos López (Madrid; 4 de gener de 1901 - 19 de setembre de 1976) va ser un actor espanyol.
Després de finalitzar els seus estudis de primària, va començar a treballar com a auxiliar de jutjats i secretari de notaries. El seu debut teatral es va produir en 1920, amb la companyia de Antonia Plana i Emilio Díaz. Des de llavors consagra la seva trajectòria professional al teatre, gairebé sempre en papers secundaris, i amb els quals aconsegueix una popularitat molt discreta. Especialitzat en comèdia, interpreta obres de Carlos Arniches, Pedro Muñoz Seca o els Germans Álvarez Quintero.
A principis dels anys vint s'integra en la companyia de Loreto Prado i Enrique Chicote, on coneix a la que seria la seva esposa durant 54 anys, Consuelo Cisneros, amb la qual contreu matrimoni en 1922. Després de passar pel Teatro de la Comedia (1931-1936). Finalitzada la Guerra Civil Espanyola, continuaria la seva carrera teatral al costat de còmics com Manolo Gómez Bur i Zori, Santos i Codeso.
En cinema va debutar tard, a l'edat de 58 anys, amb La Copla Andaluza (1959) i va rodar més de quaranta pel·lícules, sempre en papers secundaris. De la seva trajectòria cinematogràfica, es poden destacar títols com La Gran Familia (1962) de Fernando Palacios, El grano de mostaza (1962) de José Luis Sáenz de Heredia, La verbena de la Paloma (1963) de José Luis Sáenz de Heredia, El Verdugo (1963) de Luis García Berlanga, Más bonita que ninguna (1965) de Luis César Amadori, La ciudad no es para mí (1966) de Pedro Lazaga, Historias de la televisión (1965) de José Luis Sáenz de Heredia, La Busca (1967) d'Angelino Fons, El turismo es un gran invento (1968) de Pedro Lazaga, El bosque del lobo (1971) de Pedro Olea o La semana del asesino (1972) d'Eloy de la Iglesia.
Present en Televisió Espanyola des dels primers temps del Passeig de la Habana, el seu debut en el mitjà es remunta a 1961 en una adaptació de El Quixot realitzada per Domingo Almendros. Durant la dècada dels anys 60 va participar en prop de setanta espais dramàtics com Primera fila, Estudio 1, Novela, Teatro de familia o Teatro de humor.
Malgrat la seva extensa trajectòria la seva gran popularitat li arriba en els últims anys de la seva vida. Havia coincidit amb Chicho Ibáñez Serrador en algun dels episodis d' Historias para no dormir. Quan en 1972 el director va posar en marxa el concurs Un, dos, tres... responda otra vez Ibañez Serrador va cridar Tornos per interpretar el paper de Don Cicuta, un vell rondinaire, procedent de l'imaginari poble de Tacañón del Todo, abillat amb un fosc vestit d'enterrador vuitcentista, i que encarna el pitjor d'una Espanya profunda i grisa que començava a superar-se en aquells anys: Don Cicuta és avar, pedant i purità. La pretensió del personatge no era una altra que caricaturitzar la censura encara present en aquells últims anys de la dictadura franquista.
El personatge va convertir a Valentín Tornos en un autèntic fenomen sociològic: va ser portada de periòdics i revistes, es van fabricar ninots, jocs de taula, clauers, croms i tot tipus de peces de mercaderia amb la seva imatge, va gravar un disc, i va aconseguir el Premi TP d'Or de 1972 al Personatge Més Popular.
Finalitzada la primera etapa del programa, en 1973, l'estat de salut de Valentín Tornos, es va anar deteriorant i únicament va intervenir en un parell de pel·lícules més: Don Quijote cabalga de nuevo (1973) i Las Correrías del Vizconde de Arnau (1974).
En començar la segona etapa d' Un, dos, tres, el 19 de març de 1976, Valentín Tornos, prostrat en una cadira de rodes a causa d'una trombosi cerebral, no va poder assumir de nou el paper que l'havia convertit en una autèntica celebritat a Espanya. Només va intervenir en aquell programa per a anunciar l'arribada dels seus substituts procedents de Tacañón del Todo: el Profesor Lápiz, Don Rácano i Don Estrecho, interpretats respectivament per Pedro Sempson, Francisco Cecilio i Juan Tamariz.
Valentín Tornos moriria sis mesos després en el seu domicili del carrer Camarena, al barri d'Aluche.

## Trajectòria a TV
- Un, dos, tres... responda otra vez (1972-1973)
- Buenas noches, señores
  - La mano derecha (1972)
- Ficciones
  - El cocodrilo (1971),
  - Evadidos (1972)
- Teatro de siempre
  - Calígula (1971)
  - El hombre sin cuerpo (1971)
- Sospecha
  - Mientras la víspera espera (1971)
- Del dicho al hecho
  - El huésped y la pesca, a los tres días apesta (1971),
  - Tres españoles, cuatro opiniones (1971),
  - El que a hierro mata, a hierro muere (1971),
  - No hay cosa tan sabrosa como vivir de limosna (1971)
- El último café (1970)
- Páginas sueltas
  - El club de los corazones antiguos (1970)
- Pequeño estudio
  - El cumpleaños (1970),
  - El herrero de Betsaida (1970)
- Al filo de lo imposible 
  - El cielo abierto (1970)
- Fábulas
  - La alforja (1970)
- La Risa española
  - Los 38 asesinatos y medio del Castillo Hull (1969),
  - El puesto de antiquités de Baldomero Pagés (1969)
- Hora once
  - El rinocente (1968)
- El Premio
  - Unos instantes (1968),
  - Un escritor busca empleo (1968)
- Tengo un libro en las manos
  - El espadín (1966)
- Estudio 1
  - 50 años de felicidad (1966),
  - Cerca de las estrellas (1966),
  - Europa y el toro (1966),
  - Leocadia (1967),
  - Alberto (1968),
  - De profesión sospechoso (1969),
  - Historia de una escalera (1971),
  - Las aleluyas del señor Esteve (1971),
  - El avaro (1972),
  - El aprendiz de amante (1975)
- Historias para no dormir
  - La alarma (1966)
  - El trasplante (1968)
- Tú tranquilo
  - En un vagón de tercera (1965)
- Tras la puerta cerrada 
  - La botella (1965)
- Teatro de humor
  - Cuatro corazones con freno y marcha atrás (1964)
  - El verdugo de Sevilla (1965)
  - Los ladrones somos gente honrada (1965)
- Mañana puede ser verdad (1964)
- Confidencias (1964)
- La Noche al hablar
  - En la boca del león (1964)
- Novela
  - Dos mujeres (1963),
  - Llegada de noche (1964),
  - Las dos vidas de Marcela (1964),
  - El hombre del cuadro (1964),
  - El inspector (1964),
  - El fantasma de Canterville (1964),
  - El legado de 6.000 dólares (1965),
  - La casa de la Troya (1965),
  - Las aventuras de Tom Sawyer (1965),
  - Resurrección (1966),
  - Boris Godunov (1966),
  - Las Indias negras (1966),
  - El aguilucho (1966),
  - La maleta (1967),
  - El Cardenal de Castilla (1967),
  - La herencia (1967),
  - Aguas estancadas (1969),
  - Amalia (1970),
  - El último hogar (1970),
  - La hija del Capitán (1972)
- Gran teatro
  - Las brujas de Salem (1965)
  - Don Juan Tenorio (1963)
- Rosi y los demás
  - La condesa sonriente (1963)
- Teatro de familia
  - Detrás de la luna (1963),
  - Mis muchachos (1963),
  - La línea y el agujero (1963),
  - Encrucijada (1964),
  - Cubierto, 15 pesetas (1964),
  - La rebelión de Gutiérrez (1964),
  - Los pantalones (1964)
- Primera fila
  - La pradera de San Isidro (1963),
  - Me casé con un ángel (1963),
  - La señorita de Trévelez (1963),
  - Arsénico y encaje antiguo (1964),
  - Los endemoniados (1964),
  - Una mujer sin importancia (1964),
  - Peribáñez y el Comendador de Ocaña (1964),
  - Siegfrief (1964),
  - La reina y los insurrectos (1964),
  - Crimen y castigo (1965),
  - Vamos a contar mentiras (1965),
  - Los caciques (1965),
  - El caso de la mujer asesinadita (1965),